# Acalypha gracilis
Acalypha gracilis é uma espécie de flor do gênero Acalypha, pertencente à família Euphorbiaceae.